# Cupa României 1933/34
Der Cupa României im Jahr 1934 war das erste Turnier um den rumänischen Fußballpokal. Sieger wurde Ripensia Timișoara.

## Modus
Am Cupa României nahmen 65 Vereine teil. Die Klubs der Divizia A stiegen erst in der Runde der letzten 32 Mannschaften ein. Es wurde jeweils nur eine Partie ausgetragen. Stand es nach 90 Minuten unentschieden, ging die Begegnung in die Verlängerung.

## 1. Runde
| Datum          |                          | Ergebnis |                                 |
| -------------- | ------------------------ | -------- | ------------------------------- |
| 31. März 1934  | Venus Bukarest           | 7:0      | Unirea Mihai Viteazu Alba Iulia |
| 1. April 1934  | Unirea Tricolor Bukarest | 1:0      | CAO Oradea                      |
|                | Transilvania Arad        | 3:2      | Olympia Bukarest                |
|                | România Cluj             | 1:2      | CFR Bukarest                    |
|                | Vulturii Textila Lugoj   | 1:2      | AMEF Arad                       |
|                | Crișana Oradea           | 3:0      | Sticla Diciosânmartin           |
|                | Jiul Petroșani           | 0:1      | ACFR Brașov                     |
|                | Tricolor Ploiești        | 4:1      | Electrica Timișoara             |
|                | Olimpia CFR Satu Mare    | 6:1      | Brașovia Brașov                 |
|                | Șoimii Sibiu             | 0:7      | Ripensia Timișoara              |
|                | Mureșul Târgu Mureș      | 2:4      | Phoenix Baia Mare               |
|                | CA Timișoara             | 9:0      | Sportul Studențesc              |
|                | Chinezul Timișoara       | 2:0      | Avântul Buzău                   |
| 27. April 1934 | Franco Româna Brăila     | 1:2      | Gloria CFR Arad                 |
|                | Maccabi Bukarest         | 0:4      | Universitatea Cluj              |
| 29. April 1934 | UDR Reșița               | 15:0 1   | Juventus Bukarest               |

## Achtelfinale
| Datum          |                          | Ergebnis |                    |
| -------------- | ------------------------ | -------- | ------------------ |
| 9. April 1934  | Unirea Tricolor Bukarest | 8:3      | Transilvania Arad  |
| 29. April 1934 | Phoenix Baia Mare        | 11:00    | Tricolor Ploiești  |
|                | CA Timișoara             | 2:4      | Universitatea Cluj |
| 1. Mai 1934    | Venus Bukarest           | 7:5      | Chinezul Timișoara |
|                | CFR Bukarest             | 2:4      | AMEF Arad          |
|                | Olimpia CFR Satu Mare    | 3:1      | Crișana Oradea     |
| 6. Mai 1934    | UDR Reșița               | 3:0      | ACFR Brașov        |
| 13. Mai 1934   | Ripensia Timișoara       | 6:4      | Gloria CFR Arad    |

## Viertelfinale
| Datum        |                          | Ergebnis  |                       |
| ------------ | ------------------------ | --------- | --------------------- |
| 17. Mai 1934 | AMEF Arad                | 1:0       | Phoenix Baia Mare     |
|              | Unirea Tricolor Bukarest | 3:5 n. V. | UDR Reșița            |
|              | Universitatea Cluj       | 6:1       | Olimpia CFR Satu Mare |
|              | Ripensia Timișoara       | 6:3       | Venus Bukarest        |

## Halbfinale
| Datum         |            | Ergebnis |                    |
| ------------- | ---------- | -------- | ------------------ |
| 17. Juni 1934 | AMEF Arad  | 1:3      | Ripensia Timișoara |
|               | UDR Reșița | 2:3      | Universitatea Cluj |

## Finale
| Paarung            | Ripensia Timișoara – Universitatea Cluj |
| Ergebnis           | 3:2 (2:1) |
| Datum              | 8. Juli 1934 |
| Stadion            | Stadionul Electrica, Timișoara |
| Zuschauer          | 3.000 |
| Tore               | 1:0 Alexandru Schwartz (5.) 1:1 Silviu Ploeșteanu (18.) 2:1 Ștefan Dobay (29.) 2:2 Victor Surlașiu (64.) 3:2 Gheorghe Ciolac (85.)                                                                                       |
| Ripensia Timișoara | William Zombory, Rudolf Bürger, Francisc Agner, Vasile Deheleanu, Rudolf Kotormány, Eugen Lakatos, Silviu Bindea, Zoltán Beke, Gheorghe Ciolac, Alexandru Schwartz, Ștefan Dobay Cheftrainer: Josef Uridil ( Österreich) |
| Universitatea Cluj | Andrei Sepci, Grigore Iancovici, Lazăr Sfera, Ioan Ghilezan, Vasile Gain, Ioan Doboșan, Cornel Orza, Silviu Ploeșteanu, Pompei Ionaș, Victor Surlașiu, Andrei Baciu Cheftrainer: Adalbert Molnar ( Ungarn)               |

### Wiederholung

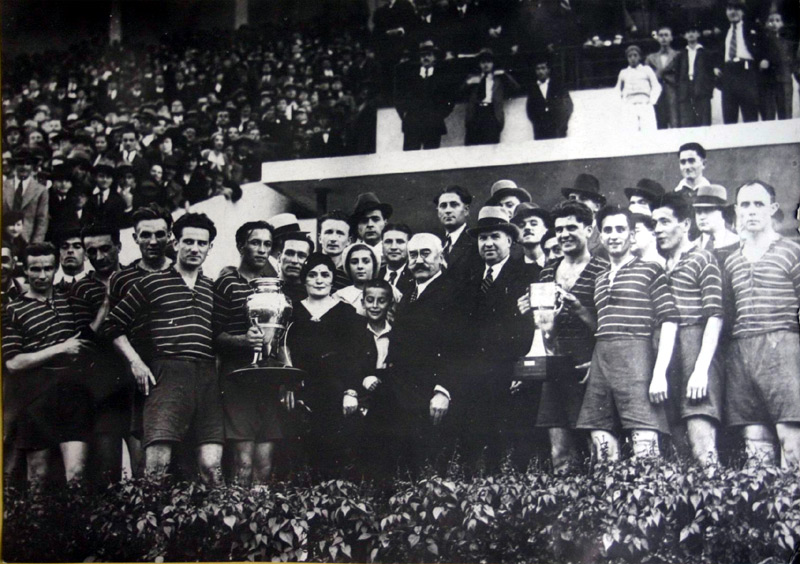
Pokalübergabe nach dem Finale

Das Finale musste wiederholt werden, da Universitatea Cluj erfolgreich dagegen protestiert hatte, dass es nicht auf neutralem Platz ausgetragen worden war.
| Paarung            | Ripensia Timișoara – Universitatea Cluj |
| Ergebnis           | 5:0 (3:0) |
| Datum              | 30. September 1934 |
| Stadion            | Stadionul ONEF, Bukarest |
| Zuschauer          | 10.000 |
| Schiedsrichter     | Denis Xifando (Bukarest) |
| Tore               | 1:0 Ștefan Dobay (18.) 2:0 Ștefan Dobay (20.) 3:0 Silviu Bindea (41.) 4:0 Alexandru Schwartz (48.) 5:0 Silviu Bindea (85.)                                                                                                   |
| Ripensia Timișoara | William Zombory, Rudolf Bürger, Balázs Hoksary, Vasile Deheleanu, Rudolf Kotormány, Adalbert Hrehuss, Silviu Bindea, Cornel Lazăr, Gheorghe Ciolac, Alexandru Schwartz, Ștefan Dobay Cheftrainer: Josef Uridil ( Österreich) |
| Universitatea Cluj | Andrei Sepci, Victor Vidrășan, Grigore Iancovici, Marius Ștefănescu, Vasile Gain, Emil Borgia, Cornel Orza, Silviu Ploeșteanu, Pompei Ionaș, Victor Surlașiu, Andrei Baciu Cheftrainer: Adalbert Molnar ( Ungarn)            |